# Ə́
Cette page contient des caractères spéciaux ou non latins. S’ils s’affichent mal (▯, ?, etc.), consultez la page d’aide Unicode.
Ə́ (minuscule : ə́), appelé schwa aigu, ou Ǝ́ (minuscule : ǝ́), appelé e culbuté aigu, est un graphème utilisé avec la majuscule ‹ Ə́ › dans l’écriture de certaines langues camerounaises dont l’awing, le bana, le byali et le bangolan, ou dans l’écriture du thompson au Canada, et avec la majuscule ‹ Ǝ́ › dans l’écriture de l’angas ou du kanuri (au Niger, au Nigeria et au Tchad), du esclave du Nord au Canada, ou du nuni au Burkina Faso. Il s’agit de la lettre schwa ou E culbuté diacritée d’un accent aigu.

## Utilisation
En langues camerounaises suivant l’Alphabet général des langues camerounaises, ‹ ə́ › représente un schwa avec un ton haut. Il ne s’agit d’une lettre à part entière, et elle placée avec le schwa sans accent ou avec un autre accent dans l’ordre alphabétique.
Le ‹ Ǝ́, ǝ́ › est généralement utilisée pour représenter la même voyelle que ‹ Ǝ, ǝ › mais l’accent aigu indique le ton haut.

## Représentations informatiques
Le schwa accent aigu ou e culbuté accent aigu peut être représenté avec les caractères Unicode suivants :
- décomposé (latin étendu B, Alphabet phonétique international, diacritiques)[1],[2],[3] :

| formes    | représentations | chaînes de caractères | points de code | descriptions                                               |
| --------- | --------------- | --------------------- | -------------- | ---------------------------------------------------------- |
| capitale  | Ə́               | Ə◌́                    | U+018F U+0301  | lettre majuscule latine schwa diacritique accent aigu      |
| minuscule | ə́               | ə◌́                    | U+0259 U+0301  | lettre minuscule latine schwa diacritique accent aigu      |
| capitale  | Ǝ́               | Ǝ◌́                    | U+018E U+0301  | lettre majuscule latine e réfléchi diacritique accent aigu |
| minuscule | ǝ́               | ǝ◌́                    | U+01DD U+0301  | lettre minuscule latine e culbuté diacritique accent aigu  |